# ELAS
ELAS (polno grško ime Ελληνικός Λαϊκός Απελευθερωτικός Στρατός  oziroma Ellinikos Laïkos Apeleftherotikos Stratos),  je kratica  za grško narodnoosvobodilno armado.
ELAS je bila grška levičarska vojaška organizacija, ustanovljena leta 1942 s sklepom EAM, ki se je s partizanskim načinom vojskovanja v 2. svetovni vojni v letih 1942−1945 borila na grškem ozemlju proti nemškemu okupatorju.